# Шерман, Синди
Синди Шерман (англ. Cindy Sherman; род. 19 января 1954) — популярная современная американская художница, работающая в технике постановочных фотографий. По версии ArtFacts.net является самой известной и влиятельной художницей в мире (за всю историю искусств). В рейтинге ArtReview «Сто самых влиятельных персон в арт-мире-2011» Синди Шерман заняла 7-е место.

## Детство
Синди Шерман родилась 19 января 1954 года в Глен-Ридже, штат Нью-Джерси, в семье инженера Чарльза Шермана и учительницы. Она стала пятым и последним ребёнком в семье, правда, двое старших детей к моменту её рождения жили уже отдельно. Отец Синди обладал тяжёлым характером и, по воспоминаниям художницы, мать была вынуждена заступаться за своих детей. Один из братьев художницы — Фрэнк, — не смог найти себя в жизни, был вынужден вернуться жить к родителям и в 27 лет покончил с собой.
Всё своё детство Синди очень любила наряжаться в старую одежду, в том числе оставшуюся от бабушки. Делала это она не вместе с кем-то, а играя сама с собой. Образы принцесс её не интересовали, обычно она придумывала себе роли старушек, ведьм и чудовищ. Помимо этого, Синди с детства много и хорошо рисовала, а также запоем смотрела фильмы по телевизору. На одном из телеканалов сетка вещания была устроена так, что один и тот же фильм повторялся пять вечеров подряд, и каждый день девочка возвращалась к этой киноистории.

## Юность
Денег на обучение в частном колледже у семьи не было, и поэтому Синди в 1972 году поступила в Университетский колледж в Буффало, на факультет изобразительных искусств. Там она познакомилась со студентом постарше Робертом Лонго (сегодня Роберт Лонго также является прославленным художником), который и обратил её внимание на модернистское и контемпорари искусство. С Робертом Лонго Синди жила вплоть до 1979 года, после чего они расстались, но остались друзьями.

## Творчество
- 1964—1975 A Cindy Book
- 1975 Untitled A-E
- 1976—2005 Bus Riders
- 1976—2000 Murder Mystery
- В 1977, в возрасте двадцати трёх лет, Синди Шерман начала свою знаменитую серию Untitled Film Stills Архивная копия от 28 апреля 2009 на Wayback Machine. Фотографии выглядели как кадры из фильмов, Синди Шерман снимала саму себя, перевоплощаясь в разные образы. Хотя все персонажи были вымышленными, у зрителей возникало ощущение, что они эти кадры где-то видели. Такой эффект возникал благодаря тому, что Шерман использовала стереотипы массовой культуры. Серия была завершена в 1980, Шерман остановилась, как она объяснила, когда исчерпала клише. Другие художники до Шерман также использовали популярную культуру, но её стратегия была новой. В декабре 1995 Музей современного искусства в Нью-Йорке приобрёл все шестьдесят девять чёрно-белых фотографий Синди Шерман из серии Untitled Film Stills.
- 1980 Серия Rear Screen Projections. Синди Шерман перешла от чёрно-белой к цветной фотографии и стала работать с большими форматами.
- 1981 Centerfolds/Horizontals
- 1985 Fairy Tales
- 1986—1989 Disasters
- Ещё одна известная серия, History Portraits, была создана в 1988—1990. Используя накладные части тела, Шерман изображает себя в виде модели из произведений старых мастеров. Некоторые работы в серии отсылают к реальным живописным полотнам, но большинство из них выглядит как с трудом припоминаемые посетителем произведения после непродолжительного посещения музея. Хотя в этот период времени она жила в Риме, Шерман не посещала музеи, предпочтя работать с репродукциями из художественных альбомов.
- 1991 Civil War
- 1992— Выпуск серии снимков «Sex Pictures». Для создания этой серии, Шерман устраивала композиции с помощью предметов купленных в ceкc-шoпе, а также эротическим бельем и хирургическими принадлежностями[10].
- 1994—1996 Horror and Surrealist Pictures
- 2000—2002 Hollywood/Hampton Types
- 2003—2004 Clowns
- Одна из последних серий Синди Шерман, созданная в 2008, посвящена вопросам пола, красоты, опыта и старения. Каждая из героинь серии несёт отпечатки представлений о гламуре и социальной иерархии, имидже и статусе.

В 2012 году состоялась большая ретроспектива Синди Шерман в главном музее современного искусства — в MoMA. На выставке (которая до сих пор доступна онлайн) можно было увидеть полностью серию Untitled Film Stills (70 чёрно-белых снимков), раннюю минисерию Untitled A-E, выборочные работы из более поздних серий, а также специально снятый для выставки документальный фильм «Карт-Бланш: Синди Шерман». Выставку посетили 605 586 человек (и ещё 183 788 в Сан-Франциско), таким образом она стала второй по посещаемости выставкой года в Нью-Йорке (на первом месте — ретроспектива Виллема де Кунинга), восемнадцатой — в мире, а также первой в мире по количеству зрителей выставкой фотографии. Позже выставка была показана в SFMOMA, Центре искусств Уокера и Музее искусств Далласа.

## Работы
| Серия Untitled Film Stills - Untitled Film Still #3 Архивная копия от 4 мая 2009 на Wayback Machine, 1977 - Untitled Film Still #5 Архивная копия от 4 мая 2009 на Wayback Machine, 1977 - Untitled Film Still #6 Архивная копия от 7 апреля 2009 на Wayback Machine, 1977 - Untitled Film Still #7 Архивная копия от 4 мая 2009 на Wayback Machine, 1978 - Untitled Film Still #11 Архивная копия от 14 апреля 2009 на Wayback Machine, 1978 - Untitled Film Still #14 Архивная копия от 26 апреля 2009 на Wayback Machine, 1978 - Untitled Film Still #16 Архивная копия от 8 апреля 2009 на Wayback Machine, 1978 - Untitled Film Still #21 Архивная копия от 29 апреля 2009 на Wayback Machine, 1978 - Untitled Film Still #35 Архивная копия от 4 мая 2009 на Wayback Machine, 1979 - Untitled Film Still #43 Архивная копия от 1 мая 2009 на Wayback Machine, 1979 - Untitled Film Still #46 Архивная копия от 14 апреля 2009 на Wayback Machine, 1979 - Untitled Film Still #48 Архивная копия от 14 апреля 2009 на Wayback Machine, 1979 - Untitled Film Still #54 Архивная копия от 4 мая 2009 на Wayback Machine, 1980 | Серия Disasters - Untitled #167, 1986 Серия Исторические портреты - Untitled #209 Архивная копия от 1 марта 2010 на Wayback Machine, 1989 - Untitled #216 (недоступная ссылка) - Untitled #221 Архивная копия от 5 октября 2008 на Wayback Machine, 1990 - Untitled #228 (недоступная ссылка), 1990 Серия Sex pictures - Untitled #255 Архивная копия от 4 декабря 2008 на Wayback Machine, 1992 - Untitled #258 Архивная копия от 6 октября 2008 на Wayback Machine, 1992 | Серия Clowns - Untitled, 2004 | Новая серия 2008 года - Untitled #464 Архивная копия от 15 апреля 2009 на Wayback Machine, 2008 - Untitled #465 Архивная копия от 13 февраля 2009 на Wayback Machine, 2008 - Untitled #466 Архивная копия от 13 февраля 2009 на Wayback Machine, 2008 - Untitled #467 Архивная копия от 13 февраля 2009 на Wayback Machine, 2008 - Untitled #468 Архивная копия от 12 февраля 2009 на Wayback Machine, 2008 - Untitled #469 Архивная копия от 12 февраля 2009 на Wayback Machine, 2008 - Untitled #470 Архивная копия от 15 апреля 2009 на Wayback Machine, 2008 - Untitled #471 Архивная копия от 1 апреля 2009 на Wayback Machine, 2008 - Untitled #472 Архивная копия от 1 апреля 2009 на Wayback Machine, 2008 - Untitled #473 Архивная копия от 15 апреля 2009 на Wayback Machine, 2008 - Untitled #474 Архивная копия от 1 апреля 2009 на Wayback Machine, 2008 - Untitled #475 Архивная копия от 12 февраля 2009 на Wayback Machine, 2008 - Untitled #476 Архивная копия от 15 апреля 2009 на Wayback Machine, 2008 - Untitled #477 Архивная копия от 1 апреля 2009 на Wayback Machine, 2008 |

## Фильм «Office Killer»
В 1997 году Синди Шерман выступила в качестве режиссёра и сценариста своего единственного полнометражного фильма — комедийного хоррора «Office Killer». Фильм не имел успеха ни у критики, ни в прокате.

## Аукционные рекорды
Начиная с 2007 года отдельные фотоработы художницы начинают продаваться на аукционах «Кристис», «Сотбис» и «Филипс» за суммы, превышающие 1 млн долл. Для единичных фотографий цена молотка может доходить до $3,89 млн (Без названия #96 от 1981 года; цена зафиксирована в мае 2011 г.) или $3,86 млн (Без названия #93 от 1981 года; цена зафиксирована в мае 2014 г.).

## Премии и гранты
- National Endowment for the Arts, 1977
- John Simon Guggenheim Memorial Fellowship, 1983
- Skowhegan Medal for Photography, Maine, 1989
- Larry Aldrich Foundation Award, Connecticut, 1993
- John D. and Catherine T. MacArthur Foundation, 1995
- Wolfgang-Hahn-Preis (Gesellschaft fur Moderne Kunst am Museum Ludwig), 1997
- Goslar Kaierring Prize, 1999
- Премия «Хассельблад», 2000

## Публичные коллекции
| - Albright-Knox Art Gallery, Buffalo - Art Gallery of New South Wales, Sydney - Art Gallery of Ontario, Toronto - Art Institute of Chicago - Australian National Gallery, Canberra - Baltimore Museum of Art - Carnegie Museum of Art, Pittsburgh - Centre Georges Pompidou, Paris - Centro de Arte Reina Sofia, Madrid - Corcoran Gallery of Art, Washington D.C. - Dallas Museum of Fine Arts - Des Moines Art Center - Hamburger Bahnhof Museum fur Gegenwart, Berlin - Israeli Museum, Jerusalem - Kunsthaus, Zurich | - Kunsthalle Hamburg, Germany - Kunstmuseum Wolfsburg, Germany - Los Angeles County Museum of Art - Louisiana Museum, Humlebaek, Denmark - Metropolitan Museum of Art, New York - Moderna Museet, Stockholm - Modern Art Museum of Fort Worth, Texas - Musée d’art Contemporain, Montréal - Museum Boymans-van Beuningen, Rotterdam - Museum des 20, Jahrhunderts, Vienna - Museum Folkwang, Essen, Germany - Museum Ludwig, Cologne - Museum of Art, Carnegie Institute, Pittsburgh - Museum of Contemporary Art, Chicago | - Museum of Contemporary Art, Helsinki - Museum of Contemporary Art, Los Angeles - Museum of Contemporary Art, Luxembourg - Museum of Fine Arts, Boston - Museum of Fine Arts, Houston - Museum of Modern Art, New York - Museum of Modern Art, Oslo - New Britain Museum of American Art, New Britain, Conneticut - Philadelphia Museum of Art - Rijksmuseum Kroller-Muller, Otterlo, Holland - San Francisco Museum of Modern Art - Solomon R. Guggenheim Museum, New York - Sprengel Museum, Hannover | - St. Louis Art Museum - Staatsgalerie Stuttgart, Germany - Stedelijk Museum, Amsterdam - Tamayo Museum, Mexico City - Tate Gallery, London - Tokyo Metropolitan Museum of Photography - Victoria and Albert Museum, London - Wadsworth Atheneum, Hartford - Walker Art Center, Minneapolis - Whitney Museum of American Art, New York |

## Персональные выставки
| - 2012 Cindy Sherman Архивная копия от 11 июня 2012 на Wayback Machine, MoMA, Нью-Йорк (кат.) - 2009 Cindy Sherman Архивная копия от 12 февраля 2009 на Wayback Machine, галерея Шпрют-Маджерс, Берлин - 2008 Галерея Metro Pictures Архивная копия от 8 июня 2012 на Wayback Machine, Нью-Йорк (а также в 1980, 1981, 1982, 1983, 1985, 1987, 1989, 1990, 1992, 1995, 1996, 1998, 1999, 2000, 2004 и 2006) - 2008 "History Portraits, " Скарстедт-галерея Архивная копия от 5 марта 2022 на Wayback Machine, Нью-Йорк - 2007 Галерея Шпрют-Маджерс-Ли, Лондон (и в 2005) - 2006 Галерея Жё-де-пом, Париж; Кунстхаус Брегенц, Брегенц; музей «Луизиана», Копенгаген; Мартин-Гропиус-Бау, Берлин (2006—2007) - 2005 Галерея Шпрют-Маджерс, Мюнхен - 2005 Музей Гилд-Холл, Ист-Хамптон, Нью-Йорк - 2005 "Cindy Sherman: Working Girl, " Музей совр. искусства, Сент-Луис (кат.) - 2004 «The Unseen Cindy Sherman — Early Transformations 1975/1976,» Музей искусств, Монтклер (кат.) - 2004 Общество Кестнера, Ганновер (кат.) - 2003 Галерея «Серпентайн», Лондон - 2003 Шотландская галерея совр. искусства, Эдинбург - 2003 Скарстедт-галерея, Нью-Йорк - 2000 Центр «Хассельблад», Гётеборг - 2000 Галерея Гагосяна, Лос-Анджелес - 2000 Галерея Шпрют-Маджерс, Мюнхен - 1997 "Cindy Sherman: The Complete Untitled Film Stills, " MoMA, Нью-Йорк. | - 1997 "Cindy Sherman: A Selection From the Eli Broad Foundation’s Collection, " Музей изящных искусств, Каракас (кат.) - 1997 "Cindy Sherman: Retrospective, " MOCA, Лос-Анджелес; MCA, Чикаго; Рудольфинум, Прага; CAPC, Бордо; MCA, Сидней; AGO, Торонто (1997—2000) - 1997 Музей Людвига, Кёльн. - 1996 Музей Бойманса-ван Бёнингена, Роттердам; Центр искусств королевы Софии, Мадрид; Выставочный зал Рекальде, Бильбао; Кунстхалле, Баден-Баден (кат.) - 1996 Музей совр. искусства, Сига; MIMOCA, Маругаме; MOT, Токио (кат.) - 1996 "Metamorphosis: Cindy Sherman Photographs, " Кливлендский худ. музей, Кливленд. - 1995 "Directions: Cindy Sherman — Film Stills, " Музей Хиршхорна, Вашингтон (брош.) - 1995 «Cindy Sherman Photographien 1975—1995,» Дайхторхаллен, Гамбург; Кунстхалле Мальмё; Кунстмузеум, Люцерн (кат.) - 1995 MAM, Сан-Паулу (кат.) - 1995 Галерея Моники Шпрют, Кёльн (а также в 1984, 1988, 1990, 1992 и 1994) - 1994 Галерея ACC, Веймар (кат.) - 1994 Манчестерская худ. галерея, Манчестер - 1994 IMMA, Дублин (кат.) - 1993 Тель-Авивский музей изобразительных искусств, Тель-Авив | - 1992 MARCO, Монтеррей (кат.) - 1991 Кунстхалле, Базель; Галерея совр. искусства, Мюнхен; галерея Уайтчепел, Лондон (кат.) - 1991 MAM, Милуоки; Центр изящных искусств, Майами; Центр искусств Уокера, Миннеаполис (брош.) - 1990 PAC, Милан (кат.) - 1990 Университетский худ. музей, Калифорнийский университет, Беркли - 1989 Нац. худ. галерея, Веллингтон; Музей Уаикато, Гамильтон (кат.) - 1987 Музей Уитни, Нью-Йорк; ICA, Бостон; Музей искусств, Даллас (кат.) - 1985 Вестфальская худ. ассоциация, Мюнстер (кат.) - 1984 Акронский худ. музей, Акрон; ICA, Филадельфия; Худ. музей Карнеги, Питтсбург; Арт-центр, Де-Мойн; Худ. музей, Балтимор (кат.) - 1983 Музей искусств и промышленности, Сент-Этьен (кат.) - 1983 Худ. музей, Сент-Луис (брош.) - 1982 Музей Стеделик, Амстердам; Гевад, Гент; галерея Уотершед, Бристоль; галерея Джона Хансарда, Саутгемптонский университет, Саутгемптон; Палас Стуттерхайм, Эрланген; Haus am Waldsee, Берлин; CAC, Женева; Фонд Хени-Унстад, Копенгаген; Луизиана, Копенгаген (кат.) - 1980 Музей совр. искусства, Хьюстон (брош.) |

## Образ в искусстве
Шерман посвящён игровой короткометражный фильм французского кинорежиссёра Бертрана Бонелло Cindy: The doll is mine (2005), в роли художницы и её двойника снялась Азия Ардженто.